# Estación de Canas-Felgueira
La Estación de Canas-Felgueira, también conocido como Apeadero de Canas-Felgueira, es una plataforma de la línea de Beira Alta, que sirve a la localidad de Canas de Senhorim, en el distrito de Viseu, en Portugal.

## Características

### Localización y accesos
La estación se localiza junto a la localidad de Canas de Senhorim, en la Avenida de la Estación.

### Descripción física
En enero de 2011, poseía dos vías de circulación, con 541 y 514 metros de longitud; las plataformas presentaban 164 y 94 metros de extensión, teniendo ambas 45 centímetros de altura.

### Servicios
Esta plataforma era servida, en agosto de 2010, por Convoyes Regionales de la operadora Comboios de Portugal.

## Historia
Esta plataforma se inserta en tramo entre Pampilhosa y Vilar Formoso de la línea de Beira Alta, que entró en servicio, de forma provisional, el 1 de julio de 1882, siendo la línea totalmente inaugurada, entre Figueira da Foz y la frontera con España, el 3 de agosto del mismo año, por la Compañía de los Caminhos de Ferro Portugueses de Beira Alta.
En 1934, esta plataforma obtuvo uno de los premios que la Compañía de Beira Alta, antigua propietaria de la línea de Beira Alta, atribuía a las estaciones con los jardines mejor cuidados.
En 1932, se efectuaron trabajos de modificación de los baños, siendo la fosa turca sustituida por una del tipo "Mouras".